# The Big White
The Big White (bra: Quem É Morto Sempre Aparece; prt: Quem Está Morto Sempre Aparece) é um filme estadunidense de 2005, do género comédia, filmado em Winnipeg, dirigido por Mark Mylod e estrelando Robin Williams, Holly Hunter, Giovanni Ribisi, Woody Harrelson, Tim Blake Nelson, W. Earl Brown e Alison Lohman.

## Recepção da crítica
The Big White tem recepção geralmente desfavorável por parte da crítica especializada. Possui tomatometer de 30% em base de 10 críticas no Rotten Tomatoes. Tem 57% de aprovação por parte da audiência, usada para calcular a recepção do público a partir de votos dos usuários do site.